# 王德威
王德威 （英語：David Der-wei Wang，1954年11月6日—），比較文學及文學評論學者，美國哈佛大學東亞語言與文明系講座教授，長江學者、中央研究院院士。

## 生平
1976年，於國立臺灣大學外文系畢業，其后取得美國威斯康辛大學麥迪遜分校比较文学硕士（1978年）及博士（1982年）學位。毕业后返台，任教于国立台湾大学。1986年起任哈佛大学中文系助理教授。1990年转任哥伦比亚大学，2002年至2004年间曾任哥伦比亚大学丁龙讲座教授。2004年重返哈佛大学，任爱德华·C·亨德森东亚语言文化教授。

## 家庭
父親王鏡仁，母親姜允中，皆為東北人。兩人在台灣相識，1953年結婚，次年生下王德威，另有異母手足在大陸。

## 榮譽
- 武漢大學客座教授（2012）
- 南京大學中國現當代文學研究中心客座教授（2010）
- 中央研究院院士（2004）
- 香港嶺南大學中國文學榮譽博士（2001）
- 蘇州大學及山東大學榮譽訪問教授（2000、2002）
- 聯合報最佳圖書獎（文學批評類）（1998、2001、2002）
- 中華民國國家文藝獎（文學批評類）（1994）

## 著作
- 危機時刻的知識分子（2023年，政大出版社, ISBN 9786269766871）
- 可畏的想像力——當代小說31家（2023年，麥田）
- 哈佛新編中國現代文學史（上下）（主編，2021年，麥田）
- 當代人文的三個方向：夏志清、李歐梵、劉再復（與季進、劉劍梅合編，2020年，香港三聯）
- 史詩時代的抒情聲音：二十世紀中期的中國知識分子與藝術家（2017年，麥田）
- 現代抒情傳統四論（臺大出版中心20週年紀念選輯第4冊）（2016年，臺大出版中心〔新版〕）
- 華夷風：華語語系文學讀本（與高嘉謙、胡金倫合編，2016年，聯經）
- 想像中国的方法：历史·小说·叙事（2016年，百花文藝）
- 從摩羅到諾貝爾：文學.經典.現代意識（2015年，麥田）
- 小說中國：晚清到當代的中文小說（2012年，麥田）
- 臺灣及其脈絡（主編，2012年，臺大出版中心）
- 歷史與怪獸：歷史，暴力，敘事（2011年，麥田〔新編版〕）
- 現代抒情傳統四論（2011年，臺大出版中心）
- 中國現代小說的史與學：向夏志清先生致敬（主編，2010年，聯經）
- 抒情傳統與中國現代性：在北大的八堂課（2010年，生活·讀書·新知三聯書店）
- 華麗島的冒險：日治時期日本作家的臺灣故事（與黃英哲主編，2010年，麥田）
- 茅盾，老舍，沈從文：寫實主義與現代中國小說（2009年，麥田）
- 臺灣：從文學看歷史（編著，2009年，麥田〔平裝版〕）
- 如何現代，怎樣文學？：十九、二十世紀中文小說新論（2008年，麥田〔增訂版〕）
- 一九四九：傷痕書寫與國家文學（2008年，香港三聯）
- 後遺民寫作（2007年，麥田）
- 新世紀散文家：王德威精選集（2007年，九歌）
- 如此繁華——王德威自選集（2005年，香港天地圖書）
- 臺灣：從文學看歷史（編選，2005年，麥田〔精裝版〕）
- 自由主義與人文傳統（與錢永祥、邢義田、Steven C. Davidson、陳弱水、朱曉海、王汎森等人合著，2005年，允晨文化）
- 想像的本邦：現代文學十五論（與黃錦樹合編，2005年，麥田）
- 原鄉人：族群的故事（與黃錦樹合編，2004年，麥田）
- 歷史與怪獸：歷史，暴力，敘事（2004年，麥田）
- 最後的黃埔：老兵與離散的故事（與齊邦媛合編，2004年，麥田）
- 落地的麥子不死︰張愛玲與「張派」傳人（2004年，山東畫報）
- 被壓抑的現代性：晚清小說新論（2003年，麥田）
- 跨世紀風華：當代小說20家（2002年，麥田）
- 眾聲喧嘩以後：點評當代中文小說（2001年，麥田）
- 爾雅短篇小說選：爾雅創社二十五年小說菁華（編著，2000年，爾雅）
- 如何現代，怎樣文學？：十九、二十世紀中文小說新論（1998年，麥田）
- 典律的生成：「年度小說選」三十年精編（編著，1998年，爾雅）
- 知識的考掘（譯著，原作者傅柯，1993年，麥田）
- 小說中國：晚清到當代的中文小說（1993年，麥田）
- 閱讀當代小說：台灣·大陸·香港·海外（1991年，遠流）
- 眾聲喧嘩（1990年，遠流）
- 從劉鶚到王禎和：中國現代寫實小說散論（1990年，時報文化）

## 外部連結
- 王德威著作 博客來網路書店 （页面存档备份，存于）
- David Der-Wei Wang，Department of East Asian Languages and Civilizations, Harvard University （页面存档备份，存于）
- David Der-Wei Wang ACADEMICIANS